# Xu Xiangqian
Xu Xiangqian (ur. 8 listopada 1901, zm. 21 września 1990) – chiński wojskowy, marszałek ChRL.

## Życiorys
Urodził się w Wutai w prowincji Shanxi w rodzinie niewielkich posiadaczy ziemskich. Ukończył szkołę średnią w Taiyuan, następnie pracował jako nauczyciel. W działalność polityczną zaangażował się w 1915 roku, kiedy Japończycy zmusili prezydenta Chin Yuan Shikaia do akceptacji tzw. Dwudziestu jeden żądań, cedujących na rzecz Japonii dotychczasowe niemieckie koncesje na terytorium Chin. W 1924 roku wyjechał do Kantonu, w którym wstąpił do Kuomintangu i rozpoczął studia na Akademii Whampoa. Po jej ukończeniu z patentem oficerskim w 1925 roku zaciągnął się do Narodowej Armii Rewolucyjnej i wziął udział w walkach z Chen Jiongmingiem, a następnie w ekspedycji północnej.
Po wyzwoleniu przez oddziały Kuomintangu Wuhanu został wykładowcą w tamtejszej Akademii Wojskowo-Politycznej. W tym okresie zainteresował się marksizmem i w 1927 roku wstąpił do Komunistycznej Partii Chin. Po rozłamie między Kuomintangiem a komunistami dowodził nieudanym powstaniem robotniczym w Kantonie, a następnie prowadził działalność w jednej z baz komunistycznych na wybrzeżu Guangdongu. Po jej rozbiciu wiosną w 1928 roku przeniósł się do Hubei, gdzie współpracował z siłami Zhanga Guotao. Po klęsce w starciach z siłami rządowymi w 1932 roku Xu i Zhang przenieśli się do północnego Syczuanu. W trakcie Długiego Marszu obydwaj nie przyłączyli się do grupy Mao Zedonga i Zhu De, samodzielnie usiłując przebić się na północ alternatywną drogą przez Xikang. W trakcie tej wędrówki stracili większość ludzi w starciach z lokalnymi oddziałami muzułmańskimi.
Po ostatecznym dotarciu do bazy w Shaanxi w połowie 1937 roku resztki jego oddziałów zostały wcielone do wojsk Liu Bochenga i oddelegowane na front do walki z Japończykami. Wiosną 1939 roku Xu wysłano do Shandongu, w którym miał zorganizować partyzantkę antyjapońską. Z powodu słabego zdrowia w 1941 roku wrócił jednak do Yan’anu i przebywał tam do 1946 roku, z dala od linii frontu.
Po wznowieniu w 1946 roku chińskiej wojny domowej dowodził oddziałami walczącymi na terenie Shanxi. W kwietniu 1949 roku rozbił przeważające liczebnie siły Yan Xishana i zajął Taiyuan. Po utworzeniu Chińskiej Republiki Ludowej został członkiem sztabu generalnego armii, ale ze względu na problemy zdrowotne nie brał aktywnego udziału w życiu publicznym. W 1955 roku został mianowany jednym z dziesięciu marszałków ChRL. W 1959 roku wybrany zaś wiceprzewodniczącym Centralnej Komisji Wojskowej, którym pozostawał do 1987 roku.
W styczniu 1967 roku został członkiem Biura Politycznego KPCh, lecz z powodu krytyki rewolucji kulturalnej poddano go szykanom i usunięto z tego gremium w 1969 roku. Po śmierci Mao Zedonga w 1976 roku poparł rozprawę z bandą czworga. W 1977 roku wszedł ponownie w skład Politbiura, w którym zasiadał do 1987 roku. W okresie rządów Deng Xiaopinga piastował urząd wicepremiera (1978–1980) i ministra obrony (1978–1981). W 1989 roku był przeciwny użyciu wojska do stłumienia protestów na placu Tian’anmen.